# Vince Lovegrove
Vince Lovegrove (19. března 1947 – 24. března 2012) byl australský hudebník, filmový producent, hudební novinář a hudební manažer. V šedesátých letech byl členem skupiny The Valentines. Zemřel při dopravní nehodě ve věku 65 let. Dělal manažera například skupině Divinyls.